# Lord High Constable of England

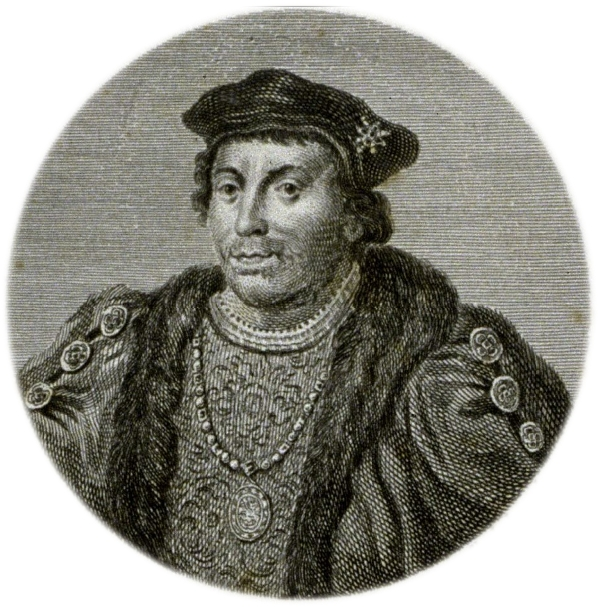
Lord High Constable Henry Stafford, 2. Duke of Buckingham

Der Lord High Constable (deutsch Lord Oberkonstabel) von England war ursprünglich der Kommandant der königlichen Armee und Master of the Horse am königlichen Hof. Er war auch zusammen mit dem Earl Marshal Vorsitzender des Adelsgerichts und des Ehrengerichts, vor denen u. a. der Missbrauch von heraldischen Symbolen oder Ehrverletzungen verhandelt wurden. In Lehnszeiten wurde vom Lord High Constable auch das Kriegsgericht verwaltet. Der Lord High Constable ist der siebte unter den Great Officers of State. In der Rangfolge darüber steht der Lord Great Chamberlain und darunter der Earl Marshal. 
Der Titel des Lord High Constable wurde erstmals 1139 von Matilda von England zusammen mit dem Adelstitel eines Earl of Hereford an Miles de Gloucester vergeben und kam durch erbliche Nachfolge zu den Bohuns, Earls of Essex, anschließend zu den Staffords, Dukes of Buckingham. Nachdem 1509 Edward Stafford, 3. Duke of Buckingham in einem Prozess alle Titel und Besitztümer verloren hatte, wurde das Amt des Lord High Constable wie auch das Amt des Lord Great Chamberlain von König Heinrich VIII. der Krone einverleibt. Seither wird das Amt ausschließlich für die Krönung britischer Monarchen besetzt.

## Lords High Constable von England 1139–1521

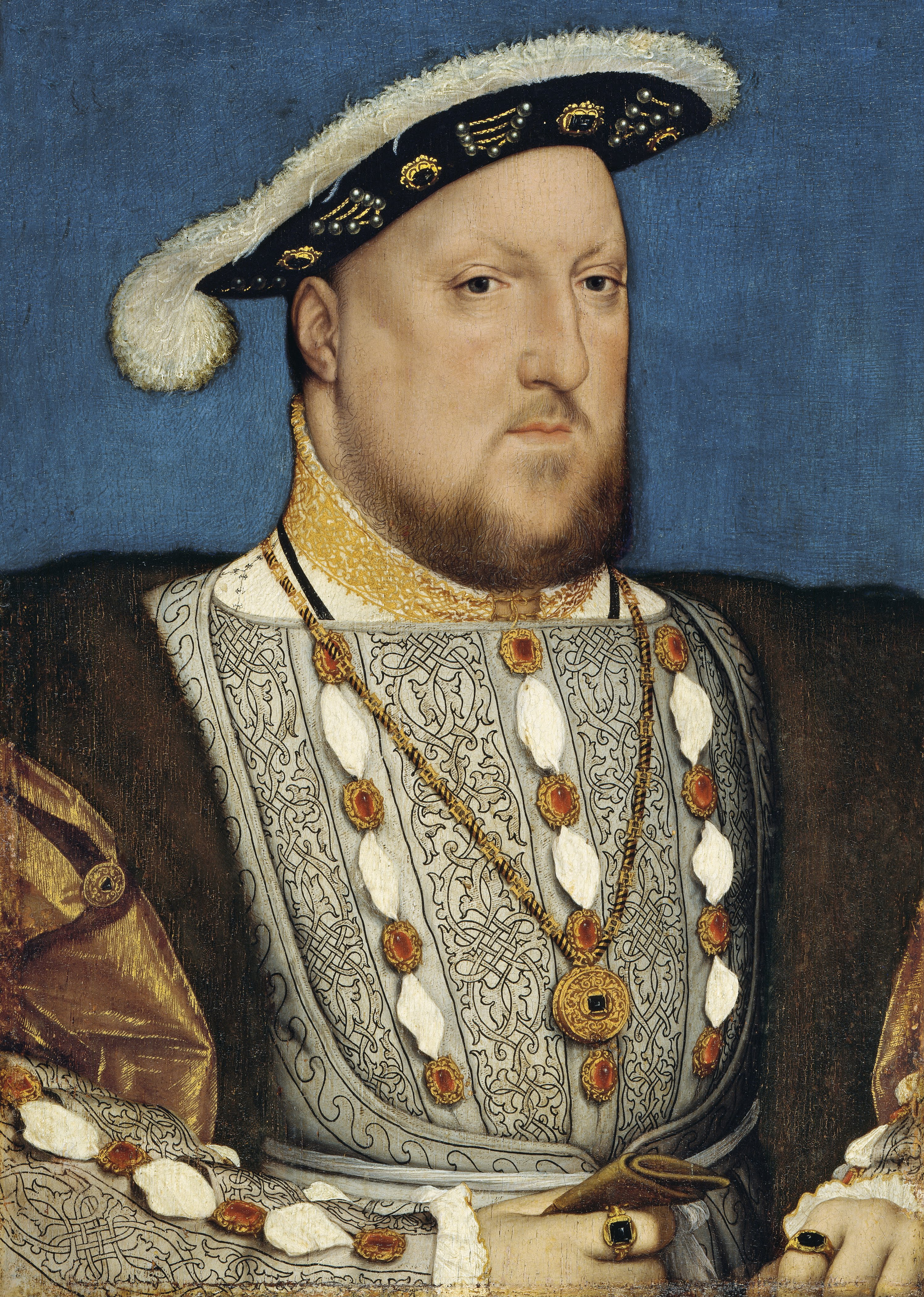
König Heinrich VIII.

- Miles de Gloucester, 1. Earl of Hereford 1139–1143
- Roger Fitzmiles, 2. Earl of Hereford 1143–1155
- Walter de Gloucester, 3. Earl of Hereford 1155–1159
- Henry de Gloucester 1159–1164
- Humphrey de Bohun 1164–1181
- Henry de Bohun, 1. Earl of Hereford 1181–1220
- Humphrey de Bohun, 2. Earl of Hereford 1220–1275
- Humphrey de Bohun, 3. Earl of Hereford 1275–1298
- Humphrey de Bohun, 4. Earl of Hereford 1298–1321
- John de Bohun, 5. Earl of Hereford 1321–1335
- Humphrey de Bohun, 6. Earl of Hereford 1335–1361
- Humphrey de Bohun, 7. Earl of Hereford 1361–1372
- Thomas of Woodstock, 1. Duke of Gloucester 1372–1397
- Humphrey Plantagenet, 2. Earl of Buckingham 1397–1399
- Edmund Stafford, 5. Earl of Stafford 1399–1403
- Humphrey Stafford, 1. Duke of Buckingham 1403–1460
- John Tiptoft, 1. Earl of Worcester 1461–1467
- Richard Woodville, 1. Earl Rivers 1467–1469
- Richard, Duke of Gloucester 1469–1470
- John de Vere, 13. Earl of Oxford 1470–1471
- Richard, Duke of Gloucester 1471–1483
- Henry Stafford, 2. Duke of Buckingham 1483
- Thomas Stanley, 1. Earl of Derby 1483–1485
- Edward Stafford, 3. Duke of Buckingham 1485–1521

## Lords High Constable bei Krönungen ab 1547

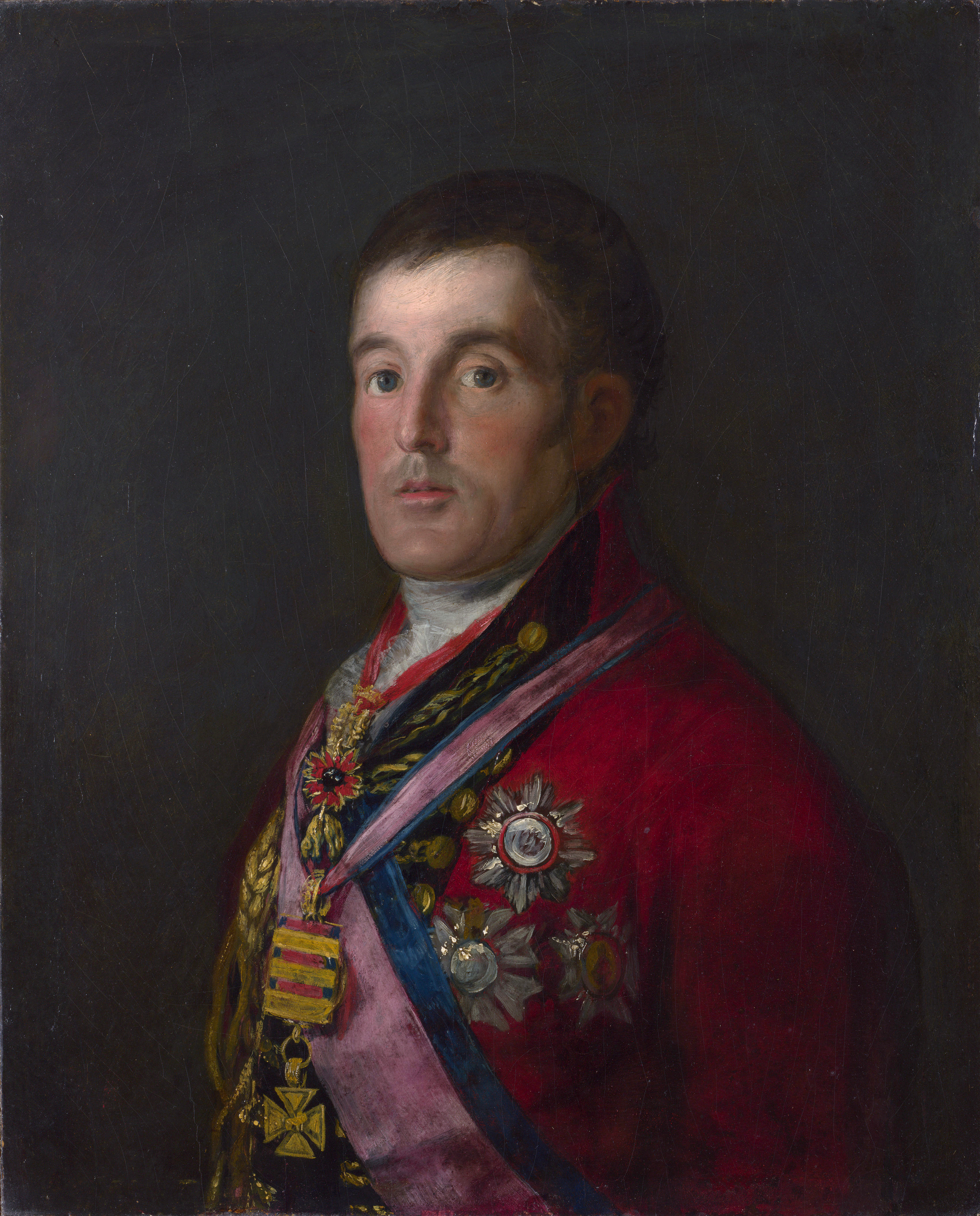
Lord High Constable Arthur Wellesley, 1. Duke of Wellington

- Henry Grey, 1. Duke of Suffolk 1547 Edward VI.
- Henry FitzAlan, 19. Earl of Arundel 1553 Jane Grey
- Henry FitzAlan, 19. Earl of Arundel 1553 Mary
- Henry FitzAlan, 19. Earl of Arundel 1559 Elisabeth I.
- Edward Somerset, 4. Earl of Worcester 1603 James I.
- George Villiers, 1. Duke of Buckingham 1626 Charles I.
- Algernon Percy, 10. Earl of Northumberland 1661 Charles II.
- Henry FitzRoy, 1. Duke of Grafton 1685 James II.
- James Butler, 2. Duke of Ormonde 1689 William III.
- Wriothesley Russell, 2. Duke of Bedford 1702 Anne
- John Montagu, 2. Duke of Montagu 1714 George I.
- Charles Lennox, 2. Duke of Richmond 1727 George II.
- John Russell, 4. Duke of Bedford 1761 George III.
- Arthur Wellesley, 1. Duke of Wellington 1821 George IV.
- Arthur Wellesley, 1. Duke of Wellington 1831 William IV.
- Arthur Wellesley, 1. Duke of Wellington 1838 Victoria
- Alexander Duff, 1. Duke of Fife 1902 Edward VII.
- Alexander Duff, 1. Duke of Fife 1911 George V.
- Robert Crewe-Milnes, 1. Marquess of Crewe 1937 George VI.
- Alan Brooke, 1. Viscount Alanbrooke 1953 Elisabeth II.
- Admiral Sir Tony Radakin 2023 Charles III.